# ويليام بي. هووبر
ويليام بي. هووبر (بالإنجليزية: William B. Hooper) هو عسكري أمريكي، ولد في 1841 في ويليمانتيك في الولايات المتحدة، وتوفي في 16 يناير 1870 في كالديرا في تشيلي.